# Verovering van Santarém
De Verovering van Santarém vond plaats op 15 maart 1147, toen de troepen van het koninkrijk Portugal onder leiding van Afonso I van Portugal de Almoraviden-stad Santarém veroverden.

## Voorspel
Op 10 maart 1147 vertrok koning Afonso I van Portugal uit Coimbra met 250 van zijn beste ridders, die de Moorse stad Santarém wilden veroveren, een doel dat hij eerder niet had behaald. De verovering van Santarém was van vitaal belang voor de strategie van Afonso; het bezit ervan zou het einde betekenen van de frequente Moorse aanvallen op Leiria en zou ook een toekomstige aanval op Lissabon mogelijk maken. 
Het plan was nu om de stad 's nachts onder dekking van de duisternis aan te vallen, om het Moorse garnizoen te verrassen. Koning Afonso had eerder de Portugese Mem Ramires, vermomd als zakenman, naar Santarém gestuurd om in het geheim de stad te bestuderen voor de verovering.
Na de eerste dag van de reis van Coimbra naar Santarém, stuurde koning Afonso een afgezant naar Santarém om aan de Moren mee te delen dat de wapenstilstand was beëindigd, waarvoor een opzegtermijn van drie dagen was vereist.

## Val van Santarém
In de nacht van 14 maart arriveerden koning Afonso en zijn leger in Santarém en verborgen ladders in de velden. Voordat de volgende ochtend de volgende ochtend aanbrak, schraapten 25 ridders de muren, doodden de Moorse schildwachten en drongen zich een weg naar de poort, waardoor het belangrijkste Portugese leger de stad kon binnengaan. Ontwaakt door het geschreeuw van hun schildwachten, renden de Moren van alle kanten naar de Portugese aanvallers in de straten, met zeer sterk verzet, maar werden uiteindelijk verslagen en afgeslacht.
Tegen de ochtend was de verovering al voltooid en werd Santarém onderdeel van het recent gevormde Koninkrijk Portugal.

## Nasleep
Na de verovering van Santarém richtte Afonso I van Portugal zijn aandacht op de belangrijke Moorse stad Lissabon, die hij in oktober zou veroveren met de hulp van een kruisvaardersvloot van de Tweede Kruistocht die in Portugal stopte terwijl hij op weg was naar het Heilige Land.